# Dolors Monserdà
Dolors Monserdà i Vidal, née à Barcelone le 10 juillet 1845 et morte dans cette même ville le 31 mars 1919, est une écrivaine catalane.

## Biographie
Dolors Monserdà naît à Barcelone le 10 juillet 1845, dans un milieu cultivé. La maison familiale tient lieu de salon littéraire où l'on croise Víctor Balaguer, Josep Anselm Clavé, Manuel Milà i Fontanals et Narcís Monturiol, entre autres. La jeune Dolors se tourne, très naturellement, vers l'écriture.
Elle est l'une des premières élèves de Madame de Saint Paul, la première professeure diplômée en français qui s'est établie à Barcelone. Elle débute le journalisme en castillan, puisse écrit en catalan à partir de 1875. 
En 1893, elle publie son premier roman La Montserrat.
En 1904, elle écrit son chef-d'œuvre, La fabricanta (1904), un roman en quinze chapitres qui relate la progression sociale du personnage Antonieta à travers la Barcelone de l'époque, des quartiers populaires de Ciutat Vella à la nouvelle bourgeoisie de l'Eixample.
En 1909, elle publie Estudi feminista. Orientacions per a la dona catalana. La même année, ses articles sur la participation des femmes aux événements de la Semaine Tragique sont particulièrement remarqués et salués.
Elle collabore à différents organes de presse, parmi lesquels le Diari Català, la Renaixença, La Veu de Catalunya et Feminal, aux côtés de Carme Karr. 
Elle participe assidument aux Jeux Floraux de Barcelone, où elle gagne un prix en 1878, 1882 et 1891. Elle est la première femme à les présider en 1909.

## Vie personnelle
Elle est la sœur du peintre Enric Monserdà (1850-1926). Elle se marie le 23 juin 1858 avec Eusebi Macià Pujol : elle signe, dès lors, « Dolors Monserdà de Macià ». L'une de leurs filles, prénommée également Dolors, épouse l'architecte moderniste Josep Puig i Cadafalch.
Elle est également proche de l'écrivaine Maria Josepa Massanés et de la peintre Roser Matheu.

## Postérité
Elle est considérée comme l'une des premières figures du féminisme catalan.